# Margini
Margini è un film italiano del 2022 diretto da Niccolò Falsetti.
Ideato da Niccolò Falsetti e Francesco Turbanti e scritto dagli stessi insieme a Tommaso Renzoni, il film racconta la storia di tre giovani ragazzi punk di provincia che cercano di organizzare nella propria città il concerto di un famoso gruppo americano. Presentato in concorso alla Settimana internazionale della critica della 79ª Mostra del cinema di Venezia, dove si è aggiudicato il premio del pubblico, è uscito nelle sale italiane l'8 settembre 2022.
Il film ha ricevuto due candidature ai David di Donatello 2023 per miglior regista esordiente a Niccolò Falsetti e migliore canzone originale a La palude di Niccolò Falsetti, Giacomo Pieri, Alessio Ricciotti e Francesco Turbanti. 

## Trama
Grosseto, 2008. Michele, Edoardo e Iacopo sono tre amici che suonano nel gruppo street punk Wait for Nothing, girando la provincia tra feste dell'Unità e sagre. Lo skinhead disoccupato Michele, sposato con Margherita, cassiera al supermercato, ha una figlia piccola, Alice, con la quale ama condividere la sua passione per la musica; Edoardo lavora a malavoglia per il locale disco Sala Eden gestito dal compagno della madre, Adriano Melis; mentre Iacopo, di una ricca famiglia borghese, studia violoncello e sta aspettando la chiamata per suonare nel tour francese di Daniel Barenboim. I tre devono fare i conti con la monotonia della vita di provincia e con la marginalità percepita nell'abitare in una città "a due ore da tutto". Finalmente arriva la possibilità di suonare a Bologna in apertura di un famoso gruppo punk statunitense, The Defense, ma a causa di un imprevisto la data viene annullata. I tre decidono di contattare i Defense per proporre al gruppo di venire a suonare proprio a Grosseto e inaspettatamente la proposta viene accettata.
Per i tre ragazzi arriva il momento di darsi da fare per organizzare l'evento, ma ben presto sopraggiungono le difficoltà: non è facile trovare una sala che possa ospitare il concerto ed è altrettanto difficile reperire a prezzi modici l'attrezzatura richiesta dalla band. I tre cercano allora la collaborazione del Comune, che non si dimostra particolarmente interessato e che ha già impiegato tutte le risorse destinate alle attività culturali per una rievocazione storica dell'assedio di Ludovico il Bavaro. Su sollecito della madre, Edoardo accetta malvolentieri di parlare con Adriano Melis per organizzare il concerto alla Sala Eden, ma l'accordo salta a seguito di un litigio tra i tre e l'imprenditore. Infine, i tre optano per una fatiscente sala circoscrizionale messa a disposizione del Comune, mentre Michele non solo manca un colloquio di lavoro trovatogli da Margherita, ma utilizza di nascosto i soldi della moglie per acquistare ai Defense i biglietti del volo per l'Italia. Intanto, Iacopo riceve la chiamata da Barenboim per l'inizio del tour, che coincide con la data del concerto, e, dopo averlo rivelato a Edoardo, non sa come dirlo a Michele.
Senza più soldi e con i nervi tesi, i tre decidono di rubare l'impianto di Adriano Melis intrufolandosi di notte nella Sala Eden, ma finiscono con il vandalizzare il locale e, scoperti, sono portati in questura. Melis decide per il momento di non sporgere denuncia, mentre la madre caccia Edoardo di casa, ma solo dopo avergli consegnato l'attrezzatura necessaria per il concerto. Iacopo rivela a Michele la sua intenzione di lasciare Grosseto per perseguire la sua carriera di orchestrale e i tre si separano dopo l'ennesimo litigio. Anche i rapporti tra Michele e Margherita sono ai minimi termini, dopo che questa ha scoperto che il marito ha utilizzato la carta di credito a sua insaputa. Iacopo parte per la tournée, mentre i Defense arrivano infine a Grosseto per il concerto, che si svolge regolarmente e con grande successo di pubblico. Il giorno dopo, Michele e Edoardo sono di nuovo in questura: la prima pagina del Tirreno recita «Concerto punk sconvolge la città. Due grossetani denunciati». Nonostante tutto, i due sono soddisfatti del buon esito della loro impresa e chiamano Iacopo per informarlo, ma risponde la segreteria telefonica in francese. Mentre girano in auto per le strade di Grosseto, di nuovo immersi nella placida tranquillità della provincia, cantano a squarciagola Se bruciasse la città di Massimo Ranieri.

## Produzione

### Sviluppo
L'idea per il film è nata dalla volontà del regista Niccolò Falsetti e dell'attore Francesco Turbanti, amici dai tempi delle scuole elementari e membri fondatori del gruppo street punk Pegs, di realizzare un film che raccontasse la scena hardcore italiana. La stesura di una prima sceneggiatura avvenne già nel 2013 e nelle intenzioni degli autori vi era quella di fare un adattamento cinematografico del libro Costretti a sanguinare di Marco Philopat. Tuttavia, a causa delle difficoltà nel ricreare le atmosfere della scena punk degli anni settanta, i due autori hanno preferito attingere dalle proprie esperienze autobiografiche, abbandonando il proposito iniziale per creare una commedia ambientata nella Grosseto di fine anni 2000. La trama del gruppo di provincia che cerca di organizzare un concerto di una band internazionale nella propria città è ispirata a un fatto reale avvenuto nel 2007, quando Falsetti e Turbanti riuscirono a portare gli americani Madball a esibirsi al campo sportivo di Roselle, nella periferia di Grosseto.

### Pre-produzione
La pre-produzione del film è cominciata nel 2015, quando il progetto viene sostenuto dalla Dispàrte di Alessandro Amato e Luigi Chimienti, cui poi si affiancano i Manetti Bros., con i quali Falsetti aveva già lavorato come operatore in L'ispettore Coliandro. La sceneggiatura, più volte riscritta dai due autori Falsetti e Turbanti, è infine completata e rifinita con l'apporto di Tommaso Renzoni. Per il cast tecnico vengono chiamati Alessandro Veridiani alla fotografia, Vito Giuseppe Zito alle scenografie e Ginevra De Carolis ai costumi, con la consulenza di David Bardelli, proprietario dello storico negozio Rudeness di Grosseto e "mentore" dei due autori negli anni della loro formazione punk, sul quale è modellato il personaggio di Michele. I ruoli dei tre protagonisti sono affidati allo stesso Turbanti, a Emanuele Linfatti e Matteo Creatini; per preparare i loro personaggi, i due autori hanno consegnato agli attori delle playlist personalizzate di musica punk hardcore e hanno chiesto loro di guardare una serie di film, tra cui This Is England e L'odio. I tre sono affiancati da Valentina Carnelutti, Nicola Rignanese e Silvia D'Amico, i quali sono chiamati a recitare in vernacolo maremmano. Il gruppo punk romano dei Payback interpreta gli americani The Defense.
La locandina del film è realizzata dal fumettista Zerocalcare, che i due autori avevano conosciuto durante i loro concerti con i Pegs e che avevano nuovamente incontrato in occasione di un festival di fumetto al Forte Prenestino. Zerocalcare realizza anche la locandina per il concerto dei Defense all'interno del film, oltre che partecipare in un cameo vocale. Falsetti ricorda che aveva già contattato Zerocalcare per fare la locandina di un concerto dei Pegs a fine anni 2000, ma che aveva dovuto rifiutare dopo che il fumettista aveva chiesto quaranta euro di rimborso. Zerocalcare avrebbe commentato: «Nella mia vita passata avevo chiesto qualche euro di rimborso a sole tre band, una eravate voi, gli unici che non me li hanno dati. Poi ho smesso di chiederli».

### Riprese
Le riprese del film si sono svolte a Grosseto a partire dal 19 aprile 2021, per poi spostarsi ad Abbadia San Salvatore dal 19 al 21 maggio, con il sostegno della Toscana Film Commission. Tra le location utilizzate vi sono piazza Dante, strada Ricasoli, strada Vinzaglio, la stazione ferroviaria, il palazzo della Questura, le mura medicee, il bastione Molino a Vento e il vallo degli Arcieri. Il regista ha dichiarato di avere volutamente ridotto al minimo le riprese nel centro storico per evitare l'effetto della «Toscana da cartolina», concentrandosi principalmente nel filmare i quartieri popolari e le periferie, come l'argine del fiume Ombrone al rione Alberino, il parco Parri e il centro sociale-commerciale Verde Maremma a Barbanella, e soprattutto la zona 167 della Sugherella, con la sala della circoscrizione Pace, dove avviene il concerto dei Defense, e uno dei tre "torrini" di via Grecia, dove abita il personaggio di Michele. Per l'interno dell'appartamento di Michele è stata invece utilizzata la vera abitazione di David Bardelli. Gli interni della Sala Eden, storica sala da ballo sul bastione Garibaldi, sono stati girati al Club 71 di Abbadia San Salvatore, locale di dimensioni ridotte, ma che conserva ancora la pista da ballo originale degli anni settanta; la vera Sala Eden è stata utilizzata come base logistica della troupe per tutta la durata delle riprese.

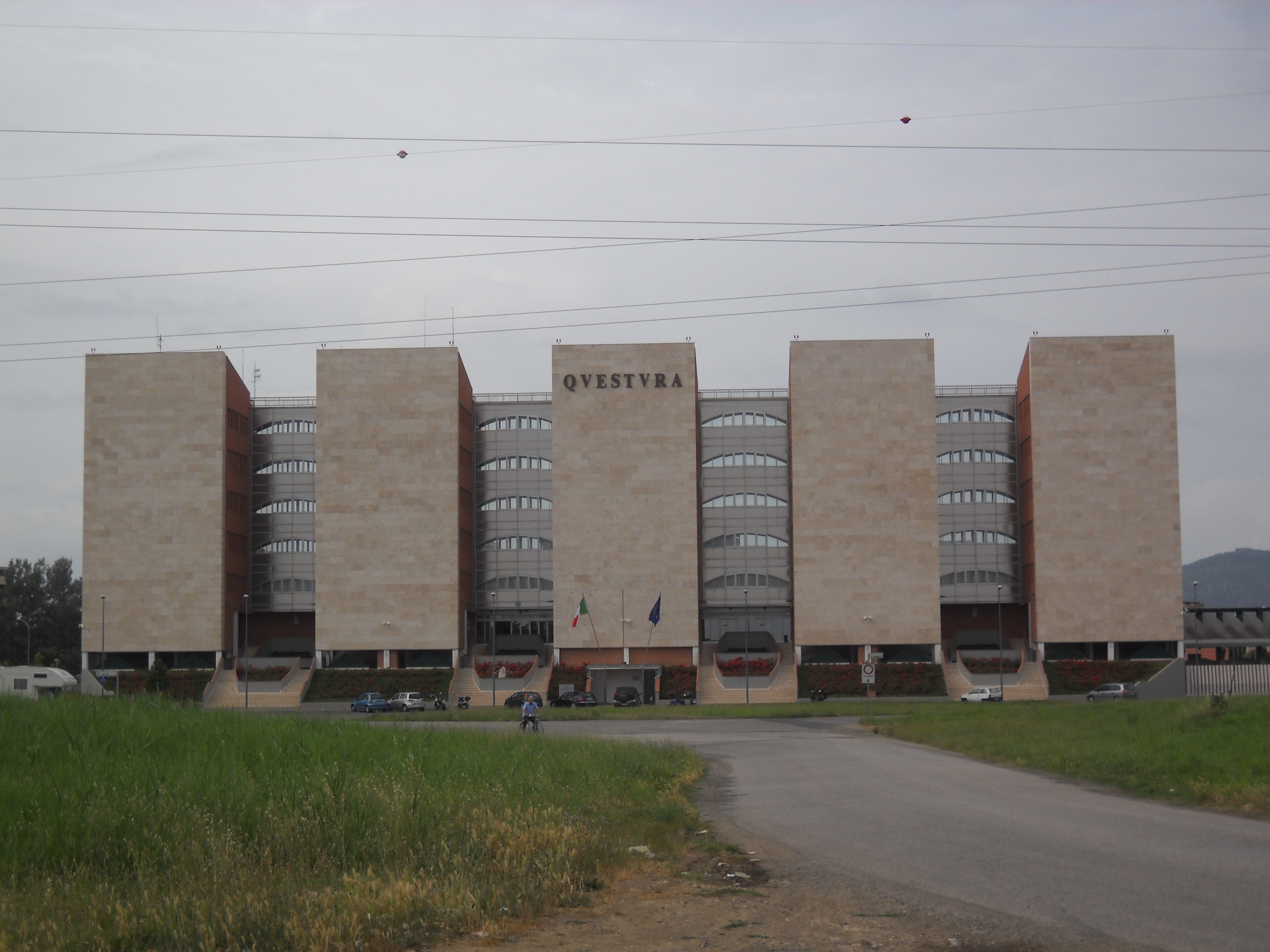
Il palazzo della Questura
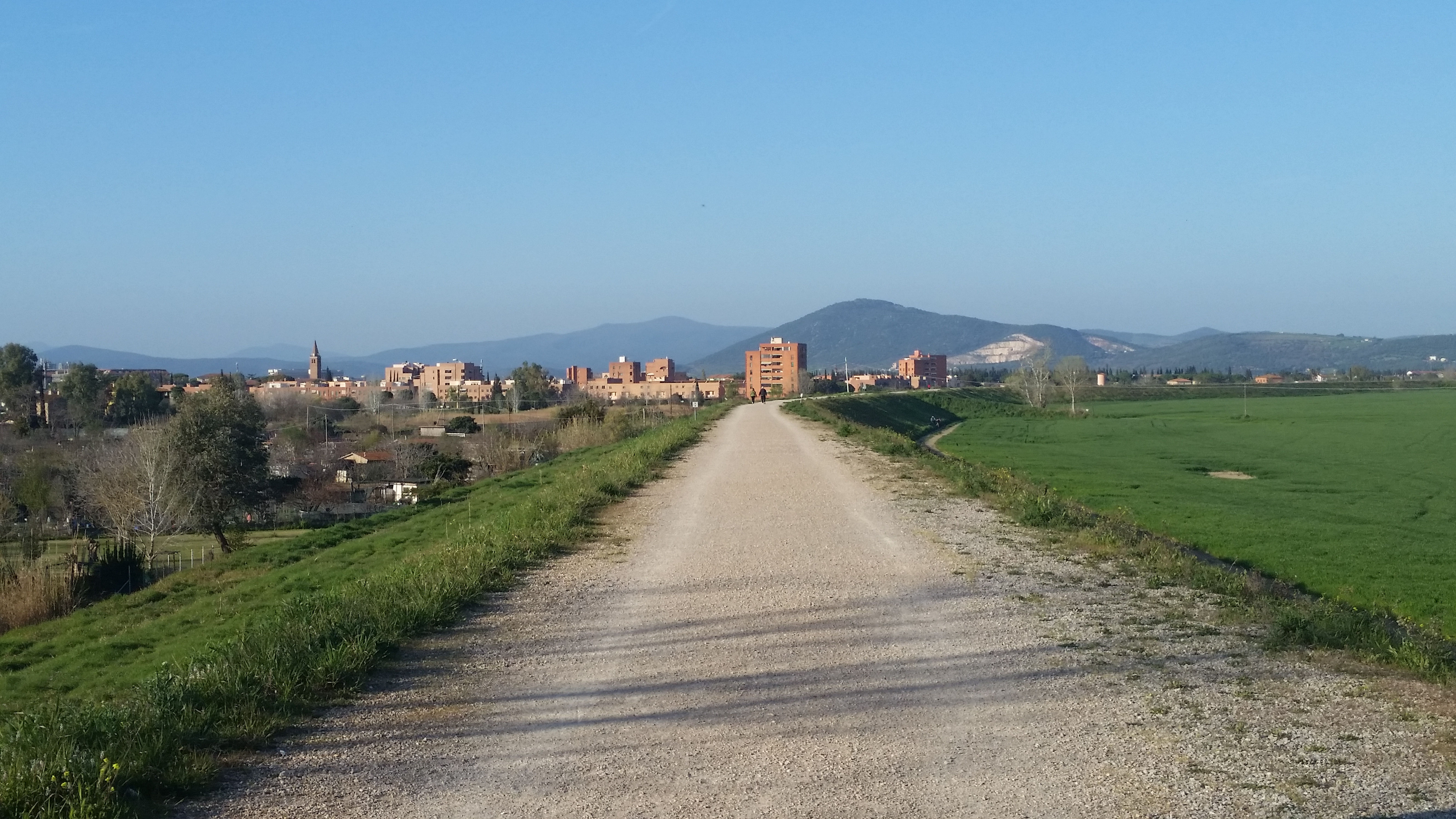
L'argine dell'Ombrone all'Alberino
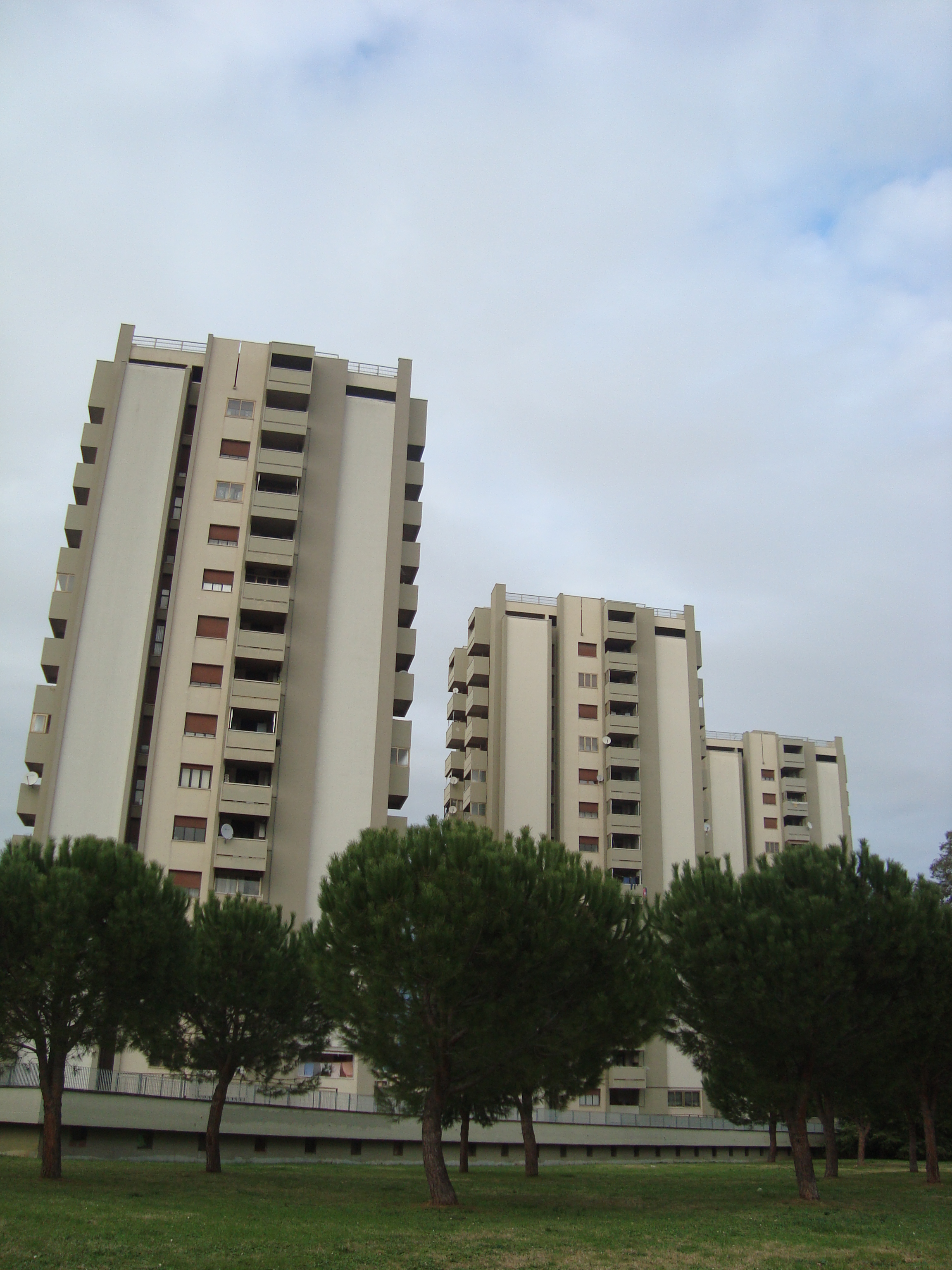
I "torrini" della 167 Nord
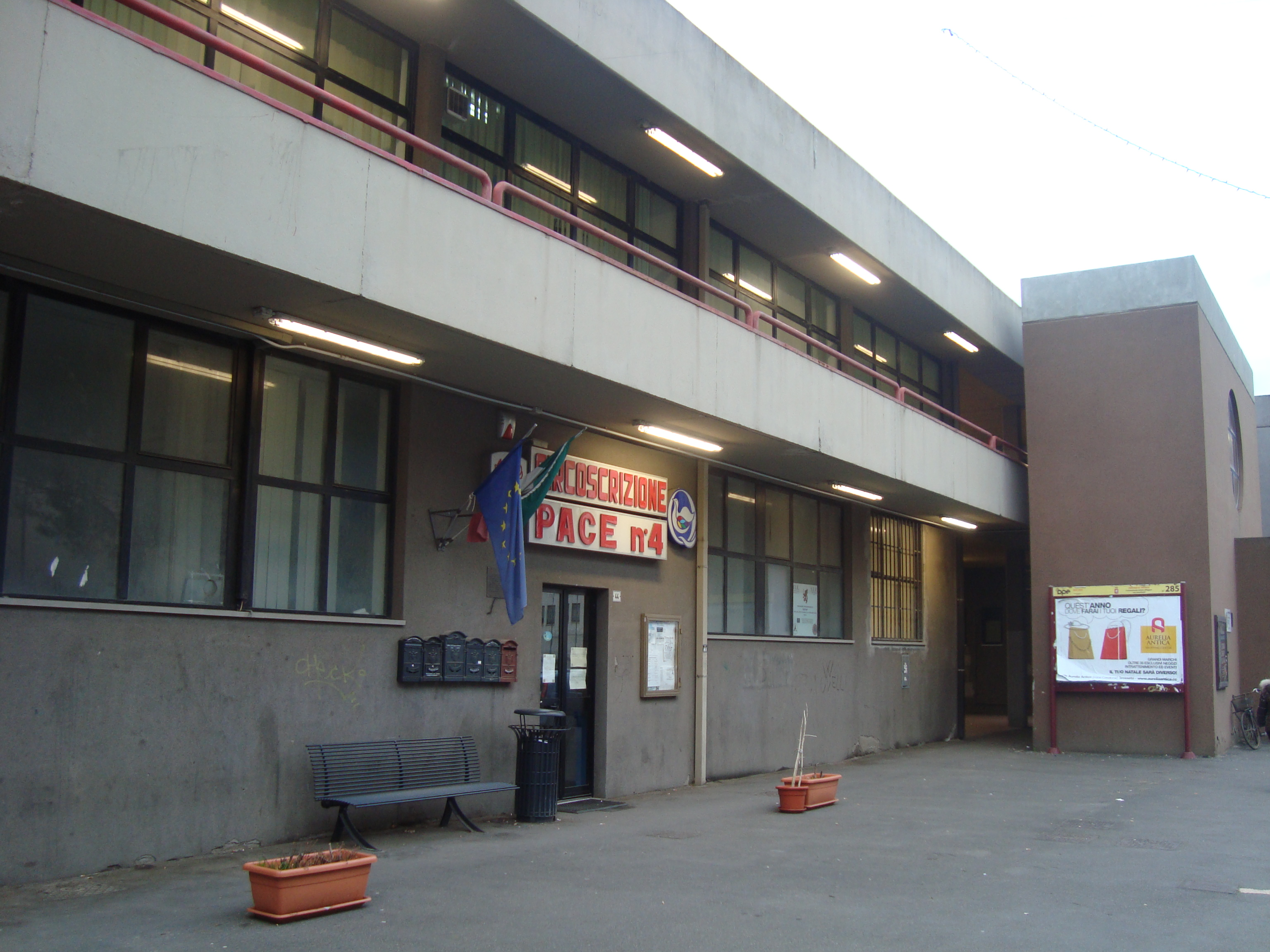
La sala della circoscrizione Pace

### Post-produzione
Il film è dedicato alla memoria di Luigi "Gigi" Ambrosio, titolare dello storico caffè Ricasoli di Grosseto, deceduto il 17 settembre 2021 poco dopo la fine delle riprese. Ambrosio appare in una scena del film dove interpreta se stesso.

## Colonna sonora
La caratteristica della musica del film è quella di essere interamente diegetica, cioè suonata o ascoltata allo stereo dai vari personaggi all'interno della narrazione filmica. La colonna sonora vede la partecipazione di numerosi gruppi punk della scena hardcore italiana, che hanno sostenuto il progetto, come Negazione, Klaxon, Gli Ultimi, Colonna Infame Skinhead, Rappresaglia, Anti You, La Crisi, Coloss, Kina, Nabat, i Payback, che nel film interpretano i Defense, e i Pegs, il gruppo di cui fanno parte gli autori del film. La supervisione alle musiche è stata curata da Alessandro Pieravanti del Muro del Canto, con il missaggio delle musiche dal vivo affidato a Giancane.

### Margini - I brani punk di un film di provincia
L'album della colonna sonora è stato pubblicato in formato fisico contestualmente all'uscita del film nelle sale, in collaborazione con l'associazione fiorentina Centro Storico Lebowski. Nel film sono presenti anche altri brani non inclusi nell'album, come Rock 'n' roll robot di Alberto Camerini e Se bruciasse la città di Massimo Ranieri.
Tracce
1. Pegs – La palude
2. Negazione – Brucia di vita
3. Klaxon – È tutto loro quello che luccica
4. Anti You – O.P.N.D.
5. Colonna Infame Skinhead – Punk è moda
6. Gli Ultimi – Ai margini
7. Payback – Die Hard
8. Rappresaglia – Attack!
9. Pegs – Ancora qui
10. Coloss – I Wrote I Hate You on the Sand
11. Payback – Scarred for Life
12. Payback – Kings of Nothing
13. La Crisi – Mi credi o no?
14. Kina – Questi anni
15. Nabat – L'Italia degli sfruttati
16. Gli Ultimi – Notte nera

## Promozione
Una clip promozionale del film è stata pubblicata su YouTube il 30 luglio 2022, mentre il trailer ufficiale è uscito il successivo 5 settembre sul canale di MyMovies. Il fumettista Zerocalcare, autore della locandina, ha pubblicato sui suoi profili social un fumetto di tre pagine in supporto al film e ha curato un progetto di dieci cartoline promozionali illustrate da altrettanti fumettisti della scena indipendente italiana: LRNZ, Simone Lucciola, Mad Kime, Marco About, Mayo, Nova, Rise Above, Serena Schinaia, Silvia Sicks e Tommy Gun.
In occasione dell'uscita del film nelle sale, l'8 settembre 2022 è stato organizzato al parco Schuster di Roma il Margini Fest, concerto cui hanno preso parte i Pegs, insieme ai Klaxon, Gli Ultimi, No More Lies e Iena. Altri Margini Fest si sono poi tenuti a Grosseto, Milano e Genova, con i Pegs affiancati da vari gruppi musicali della scena hardcore italiana. Il Margini Fest di Grosseto del 10 settembre si è svolto presso la Sala Eden, luogo di riprese e ambientazione del film.

## Distribuzione
Il film è stato presentato il 2 settembre 2022 in concorso alla Settimana internazionale della critica della 79ª Mostra internazionale d'arte cinematografica di Venezia ed è stato distribuito nelle sale cinematografiche italiane l'8 settembre 2022 da Fandango.

## Accoglienza

### Incassi
La pellicola ha incassato 43 652 € nel primo fine settimana di programmazione, esordendo in ottava posizione nel box office italiano. Dopo dodici settimane nelle sale, il film ha incassato 210 905 €, raggiungendo un totale di 235 858 € nel corso del 2023 in seguito a proiezioni aggiuntive.

### Critica
Il film è stato accolto positivamente dalla critica cinematografica.

In particolare Bianca Ferrari ha scritto su Badtaste.it:
È un esordio brillante e convincente quello di Niccolò Falsetti che con Margini racconta, attraverso ironia e semplicità, qualcosa a cui il cinema italiano non è troppo abituato: una storia di musica – punk – e di periferie italiane, di marginalità sociale e lavorativa che guarda con affetto non agli ultimissimi ma alla classe media e al futuro incerto di quei giovani.

## Riconoscimenti
- 2022 - Mostra internazionale d'arte cinematografica di Venezia
  - Premio del pubblico "The Film Club"[36]
  - Candidatura per il miglior film della Settimana internazionale della critica
- 2023 - David di Donatello
  - Candidatura per il miglior regista esordiente a Niccolò Falsetti
  - Candidatura per la migliore canzone originale a La palude
- 2023 - Nastro d'argento
  - Candidatura per il miglior regista esordiente a Niccolò Falsetti
  - Candidatura per il migliore attore in un film commedia a Nicola Rignanese
  - Candidatura per la migliore canzone originale a La palude
- 2023 - Bobbio Film Festival
  - Premio Gobbo d'oro al miglior film a Niccolò Falsetti